# أهل الحل والعقد
أهل الحلّ والعقد هو مصطلح إسلامي يقصد به أهل الاجتهاد، حسب مفهوم علماء الأصول، وحسب الإمام النووي هم العلماء والرؤساء ووجوه الناس الذين يرجع النّاس إليهم في الحاجات والمصالح العامّة، والبعض يرى أنهم الأشراف والأعيان، واتجاه آخر يرى أنهم أولوا الأمر المذكورين في الآية ﴿يَا أَيُّهَا الَّذِينَ آمَنُوا أَطِيعُوا اللَّهَ وَأَطِيعُوا الرَّسُولَ وَأُولِي الْأَمْرِ مِنْكُمْ﴾ [النساء:59]، وهم الذين لهم القدرة على عقد نظام جماعة المسلمين في شؤونهم العامة، وحل هذا النظام لأسباب ليعاد ترتيبه وعقده من جديد، ولم تضع الشريعة كيفية محددة لاختيارهم، ولم تنصّ على فئة معينة تقوم بدورهم؛ إذ المقصود هو إيجاد أهل الحل والعقد بأي طريقة تتفق مع مبدأ الشورى لضمان حسن اختيارهم، واشترط الشرع شروطاً تلزم القائم على كل ولاية من الولايات العامة، وتتحدد وفقاً لطبيعة الدور وما يتطلبه في القائم به، حتى يتم على الوجه المطلوب رعاية لمصالح الأمة، وضرورة بذل أقصى جهد في اختيار أصلح الموجودين، وفقاً لتلك الشروط لمن يتولى القيام بالواجب المطلوب.

## مفهوم أهل الحلّ والعقد

### التعريف الإفرادي
العقد: عقد نظام جماعة المسلمين في شؤونهم العامة والسياسية، والإدارية، والتشريعية، والقضائية ونحوها.
الحل: حل وتفكيك هذا النظام لأسباب معينة ليعاد ترتيب هذا النظام وعقده من جديد.

### التعريف المركب
عند علماء الأصول: بأنهم الفقهاء المجتهدون الذين وصلوا مرتبة الحل والعقد، يعني اجتماع أهل الاجتهاد على رأي واحد في مجال الأحكام، وهو ما يُعبَّر عنه أصولياً بالإجماع، وذكر النووي؛ أنّهم العلماء والرؤساء ووجوه النّاس الذين يتيسّر اجتماعهم، قال الجويني: (... وهم الأفاضل المستقلّون الذين حنّكتهم التجارب وهذّبتهم المذاهب وعرفوا صفات فيمن يناط به أمر الرعيّة).
وفي المفهوم السياسي: هيئة منتخبة من قبل مجموع الأمة، ليقوموا باختيار من يصلح لمنصب رئاسة الدولة، والمشاركة في تدبير شؤون الحكم على الوجه الأصلح للأمة.
وفي المفهوم الوظيفي: هم جماعة تقوم بوظيفة أو بدور الاختيار من بين المرشحين لرئاسة الدولة، وخلافة الرسول ﷺ في القيام على شؤون الدين والدنيا، وفقاً لما تراه من توافر شروط معينة فيه تؤهله لرئاسة الدولة، وتقوم هذه الجماعة –أهل الحل والعقد-، بمبايعته والعقد له.

## الشروط العامة لأهل الحل والعقد
1. العدالة الجامعة لشروطها، التي تحمل صاحبها على المروءة والتقوى، بفعل المأمورات، واجتناب المناهي، بمعنى آخر: التقوى والورع.[11]
2. العلم الذي يتوصل به إلى معرفة من يستحق الإمامة على الشروط المعتبرة في الإمام، وهذا منتف بحق الكافر.[12]
3. الحكمة والرأي السديد المؤديان إلى اختيار الأصلح للإمامة، والأعرف والأقوى على تدبير المصالح.[2]
4. أن تثق الأمة بهم، وتحترم ذواتهم، وتثق بنصحهم، وحسن اختيارهم، وتنعقد البيعة للإمام بأي عدد منهم.[13][11]

## كيفية اختيار أهل الحل والعقد

### اختيار أهل الحل والعقد في العصور الأولى
لم يتم اختيارهم في عصر من العصور بالانتخاب، ولا بالاختيار، وإنما يتم اختيارهم بشهرتهم وبتقواهم، وبتأثيرهم في المجتمع، فقد كان رسول الله ﷺ، يقربهم ويستشيرهم في أمور الدين وسياسة الدنيا، حتى عُرِفوا بذلك، ولكنه لم ينص على أسمائهم يوماً ما، وكذلك لما كان عهد أبي بكر الصديق، كان يسألهم ويستشيرهم، ولكنه لم ينص على أسمائهم في عصره، أو من جاء بعده.
وهذا دليل على أنهم لم يُعرفون بالانتخاب ولا بالاختيار، وإنما فرضوا أنفسهم على المجتمع من خلال تأثيرهم فيه، وظلت هذه الطريقة هي السائدة في العصور الأولى التي تكون فيها الكيان الحقيقي لأهل الحل والعقد، وكانت هذه الطريقة مناسبة لزمانهم وطبيعة حياتهم، وتركيبة مجتمعهم.

### اختيار أهل الحل والعقد في العصر الحديث
تختلف وجهة نظر الباحثين المعاصرين في كيفية تحديد أهل الحل والعقد على عدة أقوال، أبرزها في قولين:
- الأول: أنها ليست وظيفة سياسية أو مهمة اجتماعية، حتى نحتاج إلى معرفة الجهة التي تعين لها الأكفاء، وإنما هي درجة علمية، تُعرف بتوفر طائفة من الشروط العلمية لا أكثر.[15]

ومستند هذا الرأي، ما كان عليه الواقع السياسي في القرون المنفصلة، فقد طان التركيب الاجتماعي والسياسي يبرز أهل الحل والعقد في يسرٍ، فقد كان رؤساء الأسر ووجهاء القوم معروفين بأعيانهم في المجتمع المحدود لكل حاضرة كبيرة في الأقطار الإسلامية، كما كان الكبراء معروفين بالشرق والغرب في شتى المجتمعات القديمة والوسطى والحديثة إلى ما قبل شيوع النظام البرلماني، ويُضاف من المبرزين إلى هؤلاء كبار الموظفين، ثم المثقفين من الفقهاء والأدباء والمشتغلين بشتى فروع المعرفة.
- الثاني: إن اختيار أهل الحل والعقد، إنما يكون بطريق التعيين، بأن يختارهم رئيس الدولة، بناءً على استفاضة أخبار فضلهم، وتقدمهم على من عداهم.[17]

ومستند هذا القول:
1. أنهم يعرفون، ويتميزون بأعيانهم، فلا يكون فيه غموض.
2. إن الإمام له سلطة واسعة على رعيته، فيحتمل أن يقال: إن له حق تعيين أهل الحل والعقد، أو أهل الشورى، كما فعل عمر بن الخطاب.[1]

## عدد من تنعقد بهم الإمامة من أهل الحل والعقد
اختلف العلماء في عدد من تنعقد بهم الإمامة من أهل الحل والعقد:
- فقالت طائفة: لا تنعقد إلا بأكثرية أهل الحل والعقد من كل بلد؛ ليكون الرضى به عاماً، والتسليم لإمامته إجماعاً، وهو ما ذهب إليه الحنابلة، وقال الإمام أحمد: الإمام الذي يجتمع عليه، كلهم يقول: هذا إمام.[18]
- وقالت طائفة أخرى: أقل من تنعقد به منهم خمسة، يجتمعون على عقدها، أو يعقدها أحدهم برضى الأربعة، استدلالا بأمرين:

1. إن بيعة أبي بكر  انعقدت بخمسة اجتمعوا عليها، ثم تابعهم الناس فيها، وهم: عمر بن الخطاب وأبو عبيدة بن الجراح، وأسيد بن حضير، وبشر بن سعد، وسالم مولى أبي حذيفة .
2. والثاني: عمر جعل الشورى في ستة ليعقد لأحدهم برضا الخمسة، وهذا قول أكثر الفقهاء والمتكلمين من أهل البصرة،[11] والذي عليه الحنفية والشافعية أن الإمامة تنعقد بتولية جماعة من أهل الحل والعقد دون تحديد عدد معين.[19]

## وظيفة أهل الحل والعقد
يستمد أهل الحل والعقد قوتهم من الجماهير المسلمة التي أفرزتهم ليمثلونها، ويصونون حقوقها، وينقلون مطالبها لولي الأمر، وهذه المكانة لأهل الحل والعقد أناطت بهم جملة من الاختصاصات والمسؤوليات تشكل البعد السياسي لدورهم في المجتمع الإسلامي.
وأهم تلك الاختصاصات: (الترشيح والترجيح على وفق المصلحة والعدل)، وحدد الماوردي ضوابط الاختيار، فقال: "فإذا اجتمع أهل العقد والحل للاختيار، تصفحوا أحوال أهل الإمامة الموجودة فيهم شروطها، فقدموا للبيعة منهم أكثرهم فضلا، وأكملهم شروطا، ومن يسرع الناس إلى طاعته، ولا يتوقفون عن بيعته، فإذا تعين لهم من بين الجماعة من أداهم الاجتهاد إلى اختياره، عرضوها عليه، فإن أجاب إليها بايعوه عليها وانعقدت ببيعتهم له الإمامة، فلزم كافة الأمة الدخول في بيعته والانقياد لطاعته، وإن امتنع من الإمامة ولم يجب إليها لم يجبر عليها؛ وعدل عنه إلى سواه من مستحقيها.

## اختيار أهل الحل والعقد عند تكافؤ المرشحين
لو تكافأ في شروط الإمامة اثنان قدم لها اختيارا أسنهما، وإن لم تكن زيادة السن مع كمال البلوغ شرطا، فإن بويع أصغرهما سنا جاز، ولو كان أحدهما أعلم والآخر أشجع روعي في الاختيار ما يوجبه حكم الوقت، فإن كانت الحاجة إلى فضل الشجاعة أدعى لانتشار الثغور وظهور البغاة، كان الأشجع أحق، وإن كانت الحاجة إلى فضل العلم أدعى لسكون الدهماء، وظهور أهل البدع، كان الأعلم أحق.

## غاية وجود أهل الحل والعقد
- إقامة الدين، أي جعله قائم الشعائر على الوجه المأمور به من إخلاص الطاعات، وإحياء السنن وإماتة البدع، ليتوفر العباد على طاعة الله،[21] وهذا يتحقق من خلال واجبات عدة، تُشكل عناصر دور أهل الحل والعقد.
- سياسة الدنيا بالدين – أي تدبير شؤون الرعية وتنظيم إدارة مرافقها، وفقاً لأحكام الشريعة، محققة أغراضها الاجتماعية ولو لم يدل عليها شيء من النصوص التفصيلية الواردة في كتاب الله وسنة رسوله، وبحيث لا تكون مناقضة لنص أو قاعدة أو أصل من الأصول، وحتى يقوم أهل الحل والعقد بتحقيق هذا المقصد، لابد من النهوض بمجموعة واسعة من الواجبات العامة حتى تتحقق مصالح الرعية في شؤونهم الاجتماعية والسياسية والاقتصادية وغيرها.[7]